# Verniolle
Verniolle (okzitanisch Vernhòla) ist eine französische Gemeinde mit 2381 Einwohnern (Stand: 1. Januar 2022) im Département Ariège in der Region Okzitanien. Sie gehört zum Arrondissement Foix und ist Mitglied im Gemeindeverband L’Agglo Foix-Varilhes. Die Einwohner werden Verniollais und Verniollaises genannt.

## Geografie

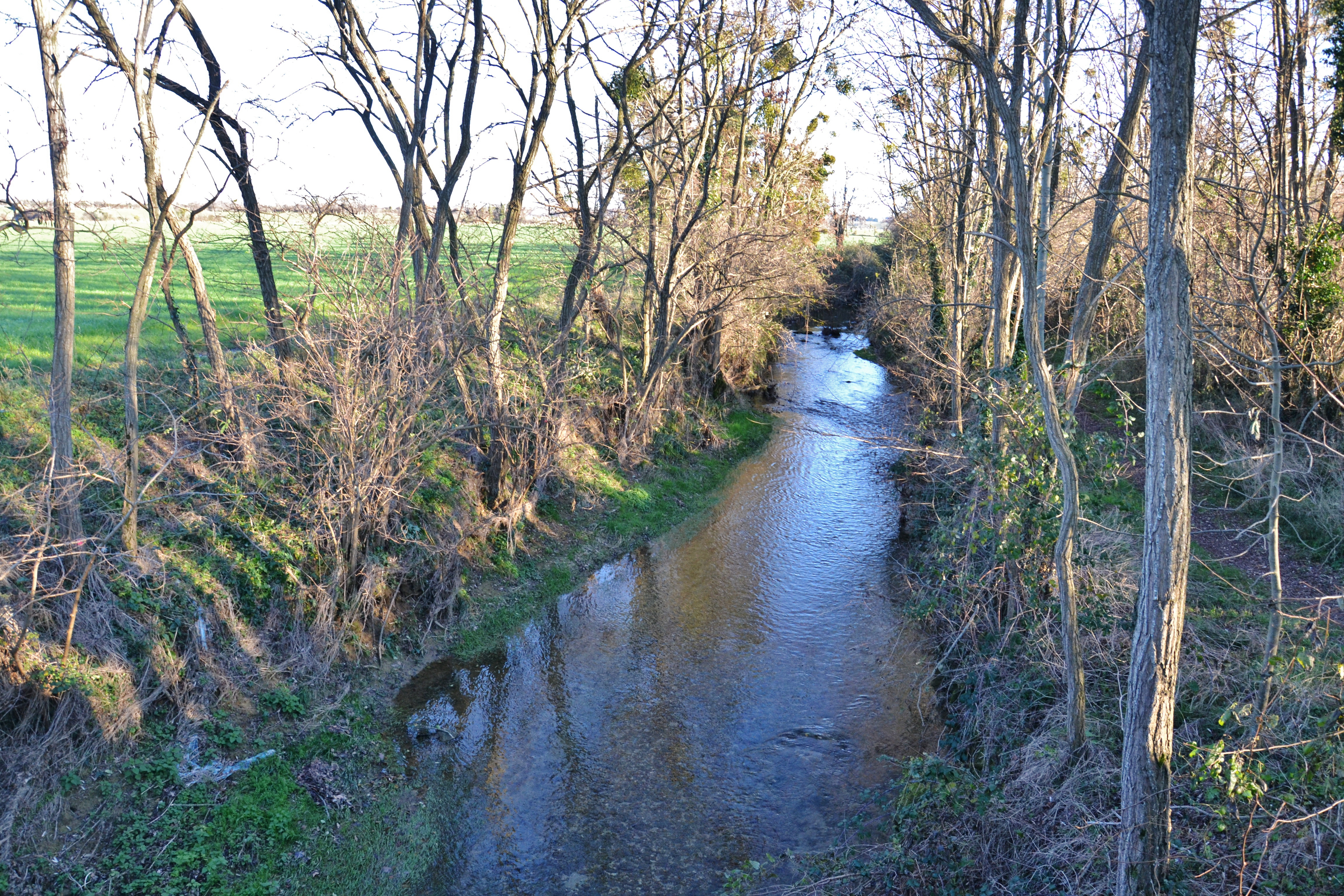
Der Crieu bei Verniolle

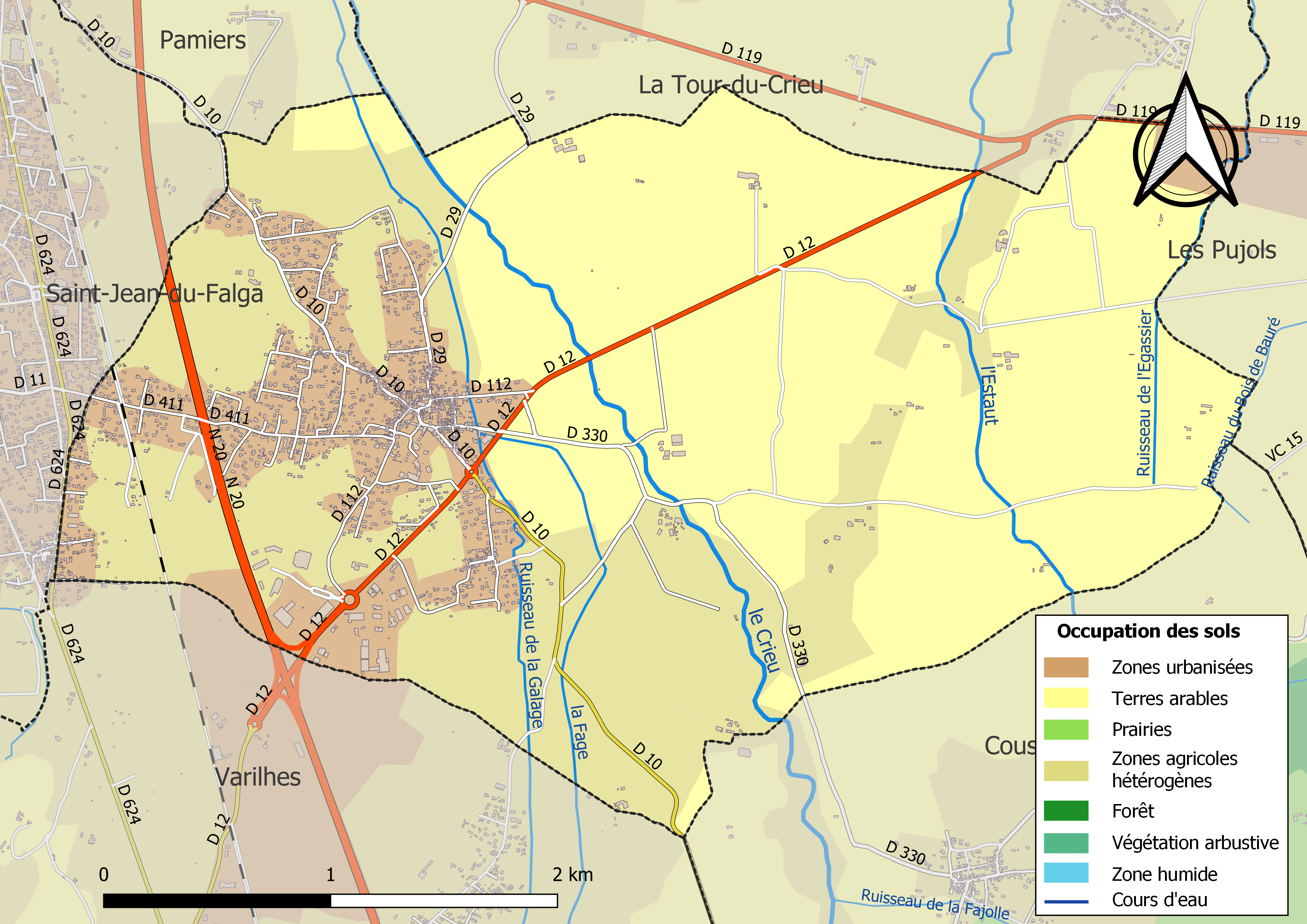
Bodennutzung, Hydrografie und Infrastruktur der Gemeinde

Die Gemeinde ist historisch und kulturell Teil des Pays de l’Aguanaguès und liegt etwa 14 Kilometer nordnordöstlich von Foix sowie etwa 60 Kilometer südsüdöstlich von Toulouse im Tal der Ariège. Verniolle befindet sich im Einzugsgebiet der Garonne und wird von den Flüsschen Crieu und dem zeitweise trockenfallende Estaut, die beide parallel das Gemeindegebiet von Süd nach Nord durchqueren, sowie vom Ruisseau de la Galage, vom Ruisseau de l’Egassier und vom Ruisseau du Bois de Bauré entwässert. Das Gemeindegebiet ist Teil von zwei ZNIEFF-Naturgebieten. Über 80 % der Fläche der Gemeinde werden landwirtschaftlich genutzt, über 12 % sind urbanisierte Gebiete.
Umgeben wird Verniolle von den Nachbargemeinden La Tour-du-Crieu im Norden, Les Pujols im Osten, Coussa im Südosten, Varilhes im Süden, Saint-Jean-du-Falga im Westen sowie Pamiers im Nordwesten.

## Bevölkerungsentwicklung
| Verniolle: Einwohnerzahlen von 1793 bis 2020                                                                               | Verniolle: Einwohnerzahlen von 1793 bis 2020 | Verniolle: Einwohnerzahlen von 1793 bis 2020 | Verniolle: Einwohnerzahlen von 1793 bis 2020 | Verniolle: Einwohnerzahlen von 1793 bis 2020 |
| --- | -------------------------------------------- | -------------------------------------------- | -------------------------------------------- | -------------------------------------------- |
| Jahr |                                              |                                              |                                              | Einwohner                                    |
| 1793 | 1793                                         |                                              | 1.046                                        | 1.046                                        |
| 1800 | 1800                                         |                                              | 1.130                                        | 1.130                                        |
| 1806 | 1806                                         |                                              | 1.071                                        | 1.071                                        |
| 1821 | 1821                                         |                                              | 1.221                                        | 1.221                                        |
| 1831 | 1831                                         |                                              | 1.279                                        | 1.279                                        |
| 1836 | 1836                                         |                                              | 1.372                                        | 1.372                                        |
| 1841 | 1841                                         |                                              | 1.435                                        | 1.435                                        |
| 1846 | 1846                                         |                                              | 1.467                                        | 1.467                                        |
| 1851 | 1851                                         |                                              | 1.518                                        | 1.518                                        |
| 1856 | 1856                                         |                                              | 1.485                                        | 1.485                                        |
| 1861 | 1861                                         |                                              | 1.376                                        | 1.376                                        |
| 1866 | 1866                                         |                                              | 1.264                                        | 1.264                                        |
| 1872 | 1872                                         |                                              | 1.221                                        | 1.221                                        |
| 1876 | 1876                                         |                                              | 1.243                                        | 1.243                                        |
| 1881 | 1881                                         |                                              | 1.249                                        | 1.249                                        |
| 1886 | 1886                                         |                                              | 1.214                                        | 1.214                                        |
| 1891 | 1891                                         |                                              | 1.172                                        | 1.172                                        |
| 1896 | 1896                                         |                                              | 1.057                                        | 1.057                                        |
| 1901 | 1901                                         |                                              | 975                                          | 975                                          |
| 1906 | 1906                                         |                                              | 971                                          | 971                                          |
| 1911 | 1911                                         |                                              | 916                                          | 916                                          |
| 1921 | 1921                                         |                                              | 923                                          | 923                                          |
| 1926 | 1926                                         |                                              | 901                                          | 901                                          |
| 1931 | 1931                                         |                                              | 812                                          | 812                                          |
| 1936 | 1936                                         |                                              | 787                                          | 787                                          |
| 1946 | 1946                                         |                                              | 862                                          | 862                                          |
| 1954 | 1954                                         |                                              | 863                                          | 863                                          |
| 1962 | 1962                                         |                                              | 967                                          | 967                                          |
| 1968 | 1968                                         |                                              | 1.142                                        | 1.142                                        |
| 1975 | 1975                                         |                                              | 1.302                                        | 1.302                                        |
| 1982 | 1982                                         |                                              | 1.540                                        | 1.540                                        |
| 1990 | 1990                                         |                                              | 1.836                                        | 1.836                                        |
| 1999 | 1999                                         |                                              | 2.022                                        | 2.022                                        |
| 2006 | 2006                                         |                                              | 2.199                                        | 2.199                                        |
| 2013 | 2013                                         |                                              | 2.384                                        | 2.384                                        |
| 2020 | 2020                                         |                                              | 2.295                                        | 2.295                                        |
| Quelle(n): EHESS/Cassini bis 1999, INSEE ab 2006 Anmerkung(en): Ab 1962 offizielle Zahlen ohne Einwohner mit Zweitwohnsitz |                                              |                                              |                                              |                                              |

## Sehenswürdigkeiten
- Kirche Saint-Laurent aus dem 17. Jahrhundert
- Schloss Fiches aus dem 17. und 18. Jahrhundert, im 19. Jahrhundert umgestaltet, seit 2005 in Teilen als Monument historique eingeschrieben
- Ehemaliges Festes Haus Ornolac mit Turm aus dem 17. Jahrhundert, heute Altersheim
- Alte Brücke über den Crieu, vermutlich aus dem 18. Jahrhundert

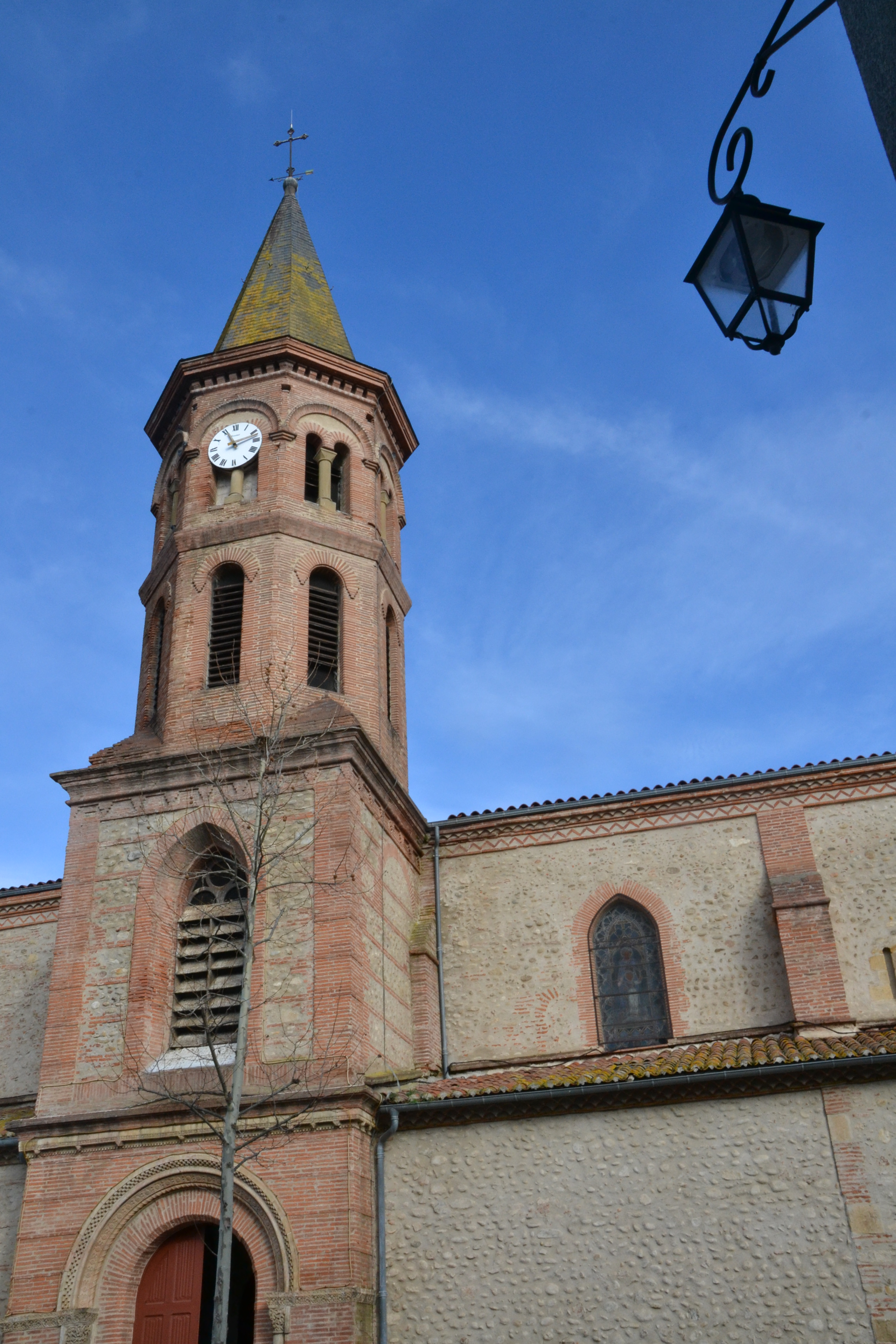
Kirche Saint-Laurent
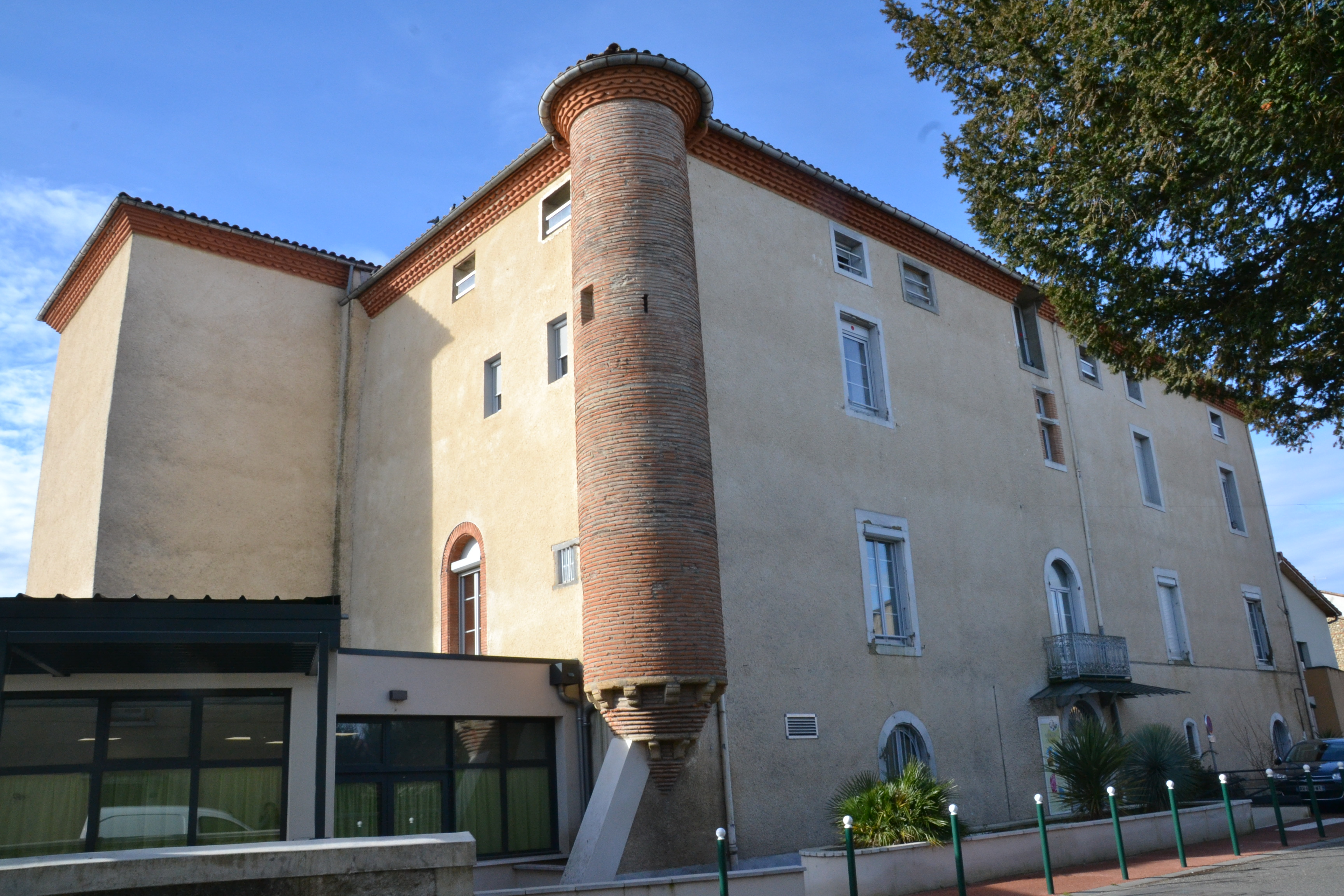
Ehemaliges Festes Haus Ornolac
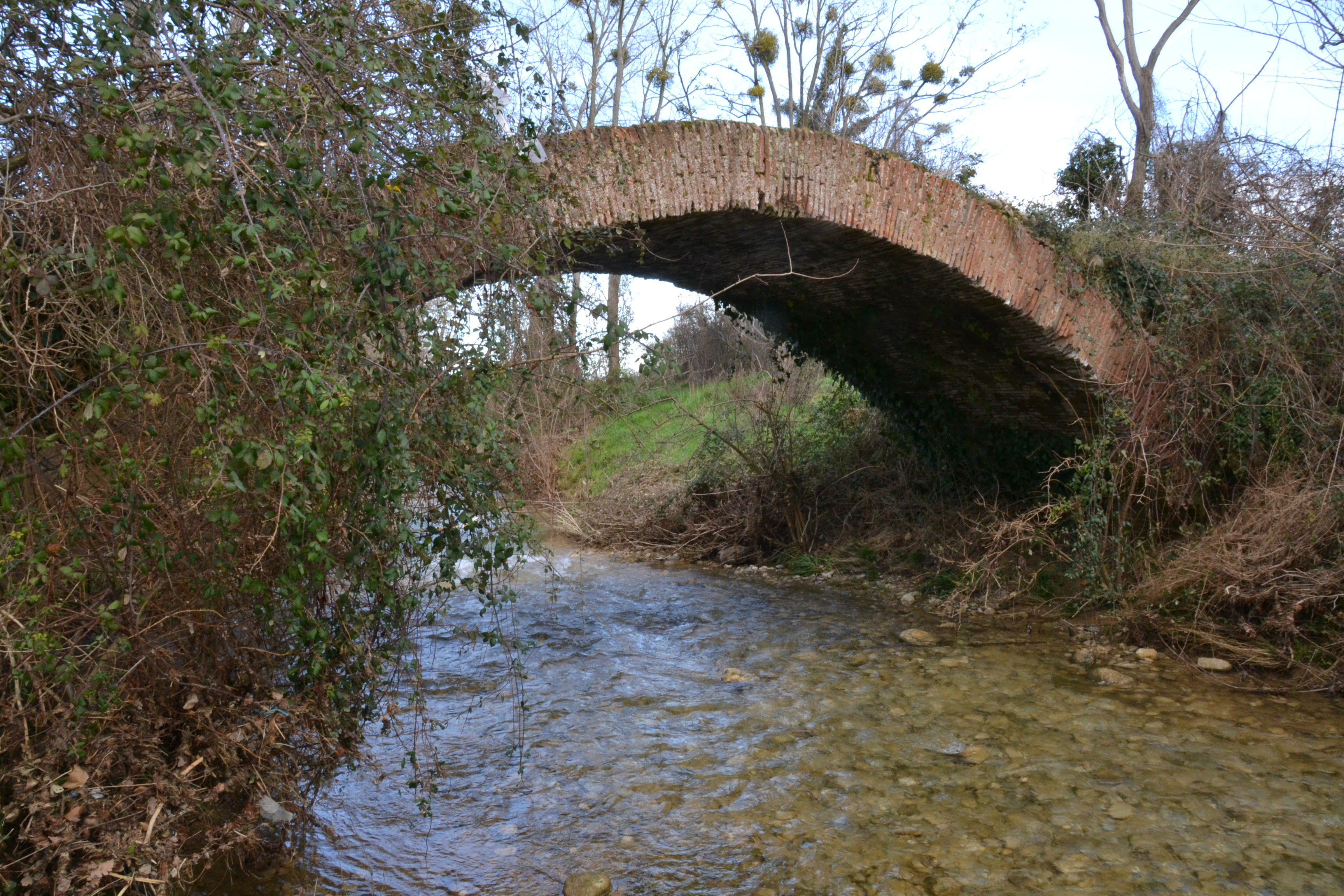
Alte Brücke

## Verkehr
Die Gemeinde ist über eine Anschlussstelle kurz hinter der Grenze zur südlichen Nachbargemeinde Varilhes an die autobahnähnlich ausgebaute Route nationale 20 angebunden, die nördlich über Pamiers in die Autoroute A 66 „L’Ariégeoise“ übergeht und im Süden über Foix bis an die spanische Grenze bei Puigcerdà geführt wird.